# Ágios Konstantínos (Chypre)
Pour les articles homonymes, voir Ágios Konstantínos.
Ágios Konstantínos (grec moderne : Άγιος Κωνσταντίνος) est un village de Chypre.

## Démographie
En 2011, la population était de 137 habitants.